# Альфа- и бета-мужчины
Альфа-мужчина и бета-мужчина, или просто альфа и бета, — жаргонные (сленговые) термины, взятые из обозначения альфа- и бета-животных в этологии. Термин альфа часто неправильно применяется к любому доминирующему мужчине, особенно к агрессорам при травле. Оба термина часто используются в маносфере. Термин бета используется как уничижительный самоидентификатор среди членов сообществ маносферы, особенно среди инцелов, которые не считают себя напористыми или традиционно мужественными и чувствуют недостаток внимания со стороны женщин. Он также используется для негативного описания других мужчин, которые не проявляют самоуверенности, особенно с женщинами, и в целом в жизни.

## История
До 1990-х годов этот термин использовался почти исключительно в этологии животных, при описании того, что касается привилегий спаривания с самками, способности удерживать территорию и иерархию с точки зрения потребления пищи в стаде или стае. В этологии животных термин бета относится к животным, которые подчиняются более высокоранговым членам социальной иерархии, и поэтому вынуждены ждать своей очереди за пищей, и имеют минимальные возможности для совокупления или не имеют их вовсе.

В книге 1982 года Политика шимпанзе: власть и секс среди обезьян (англ. Chimpanzee Politics: Power and Sex Among Apes) приматолог и этолог Франс де Вааль предположил, что его наблюдения за колонией шимпанзе могут быть применены к человеческим взаимодействиям. В некоторых комментариях к книге, в том числе в Чикаго Трибьюн, обсуждались её параллели с иерархиями власти человека. В начале 1990-х некоторые средства массовой информации начали использовать термин альфа для обозначения преуспевших в бизнесе «мужественных» представителей сильного пола. Журналист Джесс Сингал, пишущий в журнале New York Magazine, приписывает широкую осведомленность об этих терминах статье 1999 года в журнале Time, в которой описывается мнение Наоми Вульф, которая в то время была советником тогдашнего кандидата в президенты Эла Гора: «Вульф утверждал, что Гор — это „бета-самец“, которому нужно взять на себя роль „альфа-самца“ в Овальном кабинете, прежде чем общественность увидит в нём главного пса».
 Сингал также благодарит бестселлер Нила Страусса 2005 года о пикапе под названием Игра за популяризацию альфа-самца как желаемого идеала.

## Использование
Термин альфа-самец часто неправильно применяется к любому доминирующему мужчине, особенно к агрессору при травле. Однако само по себе доминирующее поведение редко рассматривается как положительная черта идеального свидания или романтического партнера. Мнение о том, что среди людей существует иерархия доминирования, состоящая из альфа-самцов и бета-самцов, иногда встречается в основных средствах массовой информации. Утверждения о том, что женщины «запрограммированы» желать «альфа-самцов», рассматриваются экспертами как женоненавистнические и стереотипные и не подтверждаются исследованиями. Невозможно провести общую классификацию людей по иерархии доминирования, поскольку человеческое поведение и общество намного сложнее, чем у других приматов, и люди часто берут на себя доминирующую роль в одних социальных ситуациях и второстепенную роль в других.
Заблуждение об «альфа-самцах» распространено в маносфере, коллекции веб-сайтов, блогов и онлайн-форумов, пропагандирующих маскулинность, сильную оппозицию феминизму и женоненавистничество, которое включает такие движения, как движение за права мужчин, движение инцелов, мужчины, идущие своим путём (MGTOW), пикаперов и группы по защите прав отцов. Термин бета также часто используется в сообществах маносферы. Его использование непоследовательно; исследовательница СМИ Дебби Гинг описала теории сообществ об «альфа-, бета-, омега- и дзета-маскулинности» как «запутанные и противоречивые». Бета иногда используется в качестве самоидентификации среди мужчин, которые не олицетворяют гегемонную маскулинность. Он также иногда используется представителями маносферы как уничижительный термин для мужчин, которые являются или воспринимаются как феминисты, или которые, как считается, действуют как «белый рыцарь». Представители некоторых групп маносферы называют членов других групп маносферы бетами; например, члены сообщества «Мужчины идущие своим путем» (MGTOW) иногда используют его для обозначения представителей борцов за права мужчин и инцелов. Члены сообщества пикаперов используют его для обозначения мужчин, которые не используют «игру». Обычно сообщества маносферы считают, что женщины предпочитают мужчин, которых эти сообщества называют «альфа-самцами», а мужчин, которых они называют «бета-самцами», женщины используют или игнорируют. В сообществах маносферы используются также и другие термины, похожие по смыслу на бета: «хороший парень», «Куколд», «Симп» (англ. simp) и «Сойбой» (англ. soy boy).

### В культуре
Эндрю Маранц написал для the New Yorker, что блоггер Майк Цернович считает своих противников «бета-самцами, неудачниками, или „рогоносцами“» Распространенной карикатурой на бета-самца, впервые увековеченной в альт-правых кругах, служит слабый или выхолощенный человек, который часто следует политике левых или крайне левых.
На обложке выпуска «Голливудского репортера» от 7 марта 2018 года была афиша сериала «Кремниевая долина» с названием «Триумф бета-мужчин». Термин бета иногда используется другими маносферистами как уничижительный термин, направленный против инцелов.

## Сопутствующие понятия

### «Бета восстание»
Термин бета-восстание или инцел-восстание широко использовался в среде инцелов для обозначения мести членами их сообщества, на которых не обращали внимания женщины. Он также иногда используется для описания движения за свержение того, что они считают репрессивным феминистским обществом. Теракт в Торонто, Канада, был совершен в 2018 году человеком, который незадолго до нападения написал на своей странице в Facebook: «Восстание инцелов началось». Средства массовой информации использовали термины бета-восстание и инцел-восстание для обозначения актов насилия, совершаемых членами маносферных сообществ, в особенности инцелами.

### Бета-спутник
Бета-спутник — это человек, обычно мужчина, который вкладывает время и силы в общение с другими людьми в надежде на завязывание романтических отношений или получение секса. Этот термин привлек внимание средств массовой информации в 2019 году после убийства Бьянки Девинс. Мужчина убил 17-летнюю Девинс и выложил в Интернет фотографии её тела, на одной из которых была надпись: «Извините, ублюдки, вам придется найти кого-то другого побыть спутником».[уточнить]

### Alpha fux beta bux
В маносфере выражение alpha fux beta bux предполагает использование женщинами сексуальной стратегии гипергамии, при которой они предпочитают заниматься сексом с «альфа» мужчинами, но соглашаются на менее привлекательных «бета» мужчин по финансовым причинам. Иногда это выражает убеждение, что женщины выходят замуж за бета-мужчин, чтобы использовать их в финансовом отношении, продолжая при этом иметь внебрачный секс с альфа-мужчинами. Гинг объясняет эти убеждения попыткой молодых мужчин в западном мире справиться со своими ограниченными экономическими перспективами после финансового кризиса 2007—2008 годов, апеллируя к гендерно-эссенциалистским представлениям о золотоискательницах, популярных в постфеминистской культуре.

## Словари
- Определение Beta Male в кембриджском словаре английского языка